# Фоеси
Фоеси (фр. Foëcy) насеље је и општина у централној Француској у региону Центар (регион), у департману Шер која припада префектури Вјерзон.
По подацима из 2011. године у општини је живело 2062 становника, а густина насељености је износила 127,21 становника/km². Општина се простире на површини од 16,21 km². Налази се на средњој надморској висини од 116 метара (максималној 127 m, а минималној 97 m).

## Демографија
| 1962. | 1968. | 1975. | 1982. | 1990. | 1999. | 2011. |
| ----- | ----- | ----- | ----- | ----- | ----- | ----- |
| 1.632 | 1.701 | 2.010 | 2.185 | 2.083 | 2.003 | 2.062 |

График промене броја становника у току последњих година